# Marionas
 (octobre 2016).
Si vous disposez d'ouvrages ou d'articles de référence ou si vous connaissez des sites web de qualité traitant du thème abordé ici, merci de compléter l'article en donnant les références utiles à sa vérifiabilité et en les liant à la section « Notes et références ».

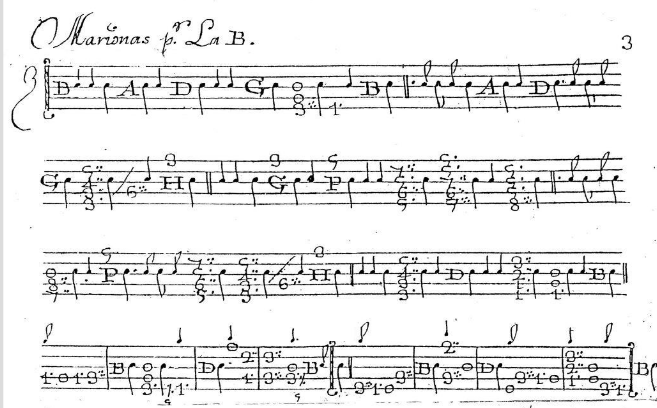
Marionas por la B de Santiago de Murcia, extraite du Codex Saldívar 4 (Mexico c. 1730).

La marionas ou mariona est un genre musical pratiqué aux XVIIe et XVIIIe siècles.
Initialement, la mariona est une danse populaire d'origine hispanique ou hispano-américaine (telles les jácaras, folias, bacas, fandangos et canarios, etc.,). C'est une pièce à trois temps (
 ou 
) basée sur la répétition et la variation d'un thème avec basse obstinée (I–V–vi–iv–V), que l'on peut rapprocher de la passacaille.

## Marionas remarquables
- Lucas Ruiz de Ribayaz (1626 –fl. 1650) : Chaconas y Marionas (Luz y norte musical, Madrid 1677)
- Lelio Colista (1629 – 1680) : Passacaille dite Mariona
- Gaspar Sanz (1640 – 1710) : Mariona (Instruccion de musica sobre la guitarra española, Zaragoza, 1674) et Marionas II (Libro segundo, de cifras sobre la guitarra española, Zaragoza, 1675)
- Francisco Guerau (1649 – entre 1717 et 1722) : Marionas (Poema harmónico, 1694)
- Santiago de Murcia (1673 – 1739) : Marionas por la B (Cifras Selectas de Guitarra, 1722), Marionas (Códice Saldívar 4)
- Antonio de Santa Cruz : Marionas (Libro donde se veran pazacalles de los ochotonos i de los transportados, 1694)

## Orientation discographie
- Ruiz de Ribaya, Luz y Norte - The Harp Consort, dir. Andrew Lawrence-King (septembre 1994, Deutsche Harmonia Mundi)[3] (OCLC 39834911)
- Guerau : Marionas - Gordon Ferries, guitare baroque (9-10 avril 2007, Delphian DCD 34046) (OCLC 811456575)